# Gobierno de los Azules
El Gobierno de los Azules (1869-1870) es el término con el que se le conoce a los gobiernos venezolanos antidemocráticos instalados tras la Revolución azul en 1868, conformados por José Tadeo Monagas, quien murió en el cargo, Guillermo Tell Villegas y José Ruperto Monagas, hijo de José Tadeo.
José Ruperto fue derrocado por la Revolución de Abril, liderada por Antonio Guzmán Blanco, comenzando así la dictadura conocida como guzmanato.

## Revolución azul
José Tadeo Monagas, quien había sido dictador en el país durante el pasado, lideró la Revolución azul a los 84 años con su clan familiar, así como antiguos liberales y conservadores.

## Gabinete
José Tadeo Monagas asumió en 1868 hasta su muerte ese año.
Guillermo Tell Villegas asumió en 1868; Juan Pablo Rojas Paúl fue su ministro de Relaciones Exteriores, y Mateo Guerra Marcano fue ministro de Interior y Justicia.
Finalmente, en 1869 asumió José Ruperto Monagas, quien gobernó hasta ser derrocado en 1870.

## Gobierno

### Política legislativa
Se decretó la vigencia de la Constitución de 1864.

### Política en infraestructura
El 4 de marzo de 1869 el mandatario Guillermo Tell Villegas decretó erigir una estatua a Simón Bolívar en la plaza principal de Caracas.